# 伊丹重賢

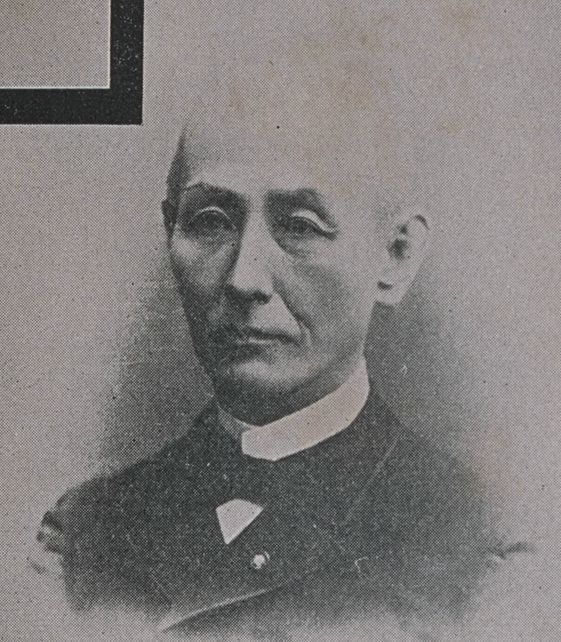
伊丹重賢

伊丹 重賢（いたみ しげかた、文政13年11月17日（1830年12月31日） - 明治33年（1900年）7月15日）は、日本の男爵。志士、貴族院議員、大審院判事、錦鶏間祗候、従五位。通称、蔵人、右近大進。子に伊丹春雄、伊丹二郎。

## 経歴
京都（山城国）粟田（現京都市東山区）生まれ。伊丹家は代々粟田青蓮院宮に仕えた。幼き頃から神童と呼ばれ、徳川幕府が衰退するにいたって尊皇攘夷派の志士となり東奔西走する。安政5年（1858年）に橋本左内、梅田雲浜らと共に幕府に捕らわれ彦根城に幽閉される。その後、放免となり明治維新を迎える。
維新後、大阪府判事に命ぜられて同地に赴任。その後、長崎・東京府へ赴任し、大審院に入り元老院議官に転ず。その後1890年（明治23年）9月29日に貴族院議員に勅選され、同年10月20日、錦鶏間祗候となる。1896年（明治29年）6月5日、これらの勲功により華族に列して男爵を授けられる。1900年（明治33年）に卒去、享年71。従五位に昇叙。勲一等瑞宝章を受章した。墓所は青山霊園。

## 栄典
位階
- 1885年（明治18年）10月1日 - 正四位[4]
- 1886年（明治19年）10月20日 - 従三位[5]
- 1894年（明治27年）5月21日 - 正三位[6]

勲章等
- 1887年（明治20年）11月25日 - 勲二等旭日重光章[7]
- 1889年（明治22年）11月25日 - 大日本帝国憲法発布記念章[8]